# Paraliochthonius azanius
Paraliochthonius azanius är en spindeldjursart som beskrevs av Volker Mahnert 1986. Paraliochthonius azanius ingår i släktet Paraliochthonius och familjen käkklokrypare. Inga underarter finns listade i Catalogue of Life.